# Reisjärvi
Reisjärvi este o comună din Finlanda.